# Монгольская демократическая революция
Демократическая революция (монг. Ардчилсан хувьсгал) в Монгольской народной республике в 1990 году началась с ряда митингов и демонстраций в Улан-Баторе и окончилась отставкой правительства МНРП, введением демократических выборов и принятием новой конституции. Революция носила исключительно мирный характер.

## Предпосылки
МНРП добилась власти в стране в 1921 году в ходе Народной революции. В течение последующих десятилетий политическая практика и экономика Монголии оставались теснейшим образом связаны с СССР и СЭВ. После отставки в 1984 году с поста генсека ЦК МНРП Ю. Цеденбала и назначения Ж. Батмунха начались экономические реформы, проводимые по образцу советских.

## Ход событий

### Общественные выступления
Первые общественные выступления начались 10 декабря 1989 года в Улан-Баторе напротив Дворца молодёжи, когда Цахиагийн Элбэгдорж объявил о создании Монгольского демократического союза. Демонстранты призывали правительство страны последовать за СССР в политике гласности и перестройки, ввести многопартийные выборы. Демократов возглавляли Санжаасурэнгийн Зориг, Эрдэнийн Бат-Уул, Бат-Эрдэнийн Батбаяр и Цахиагийн Элбэгдорж. К 14 января 1990 года манифестанты, число которых с двухсот человек в начале выступлений увеличилось до тысячи, провели демонстрацию у улан-баторского Музея Ленина; затем, 21 января — на площади Сухэ-Батора. В течение нескольких месяцев вплоть до марта активисты продолжали организовывать демонстрации, голодовки, забастовки учителей, студентов и рабочих. Поддержка их идей росла как в столице, так и среди сельского населения.

### Реформы
7 марта на площади Сухэ-Батора была организована многотысячная голодовка. Политбюро МНРП пошло на переговоры с лидерами демократического движения. 9 марта премьер-министр Ж. Батмунх распустил Политбюро и ушёл в отставку, после чего в Монголии были объявлены первые многопартийные выборы, назначенные на июль. Демонстрации прошли также в таких промышленных центрах страны, как Эрдэнэт, Дархан и Мурэн.
По результатам выборов МНРП сохранила большинство в парламенте. Наибольшую поддержку МНРП оказали сельскохозяйственные районы страны. Партия заняла 357 мест в Великом хурале и 31 (из 51) в Малом. 
Тем не менее, демократические реформы были продолжены; 12 февраля 1992 года была принята новая конституция, закрепившая переход Монголии к принципам свободного рынка. Экономические реформы, совпавшие с прекращением советских инвестиций в страну, проводились в тяжелейших условиях массового закрытия предприятий и инфляции.
Первым монгольским президентом не от МНРП в ходе выборов 1993 года стал Пунсалмаагийн Очирбат, баллотировавшийся на второй срок от оппозиции, а не от МНРП, выдвинувшей другого кандидата.